# Grzegorz Krychowiak
Grzegorz Krychowiak (Gryfice, 29 gennaio 1990) è un calciatore polacco, centrocampista svincolato.

## Caratteristiche tecniche
Mediano dalla forte personalità, le cui doti principali sono la fisicità e il recupero palla. Si dimostra abile nel gioco aereo ed è dotato di discreta tecnica e visione di gioco. Destro naturale, possiede un buon tiro dalla distanza. Talvolta è stato impiegato come difensore centrale.

## Carriera

### Club

#### Bordeaux, Reims, Nantes
Cresciuto calcisticamente nelle giovanili del Bordeaux, passa nell'estate 2009 in prestito biennale allo Stade Reims. Nell'estate 2011 fa ritorno al Bordeaux dove raccoglie solamente due presenze in campionato. Nel novembre 2011, viene preso in prestito dal Nantes società di Ligue 2 dove conclude la stagione.

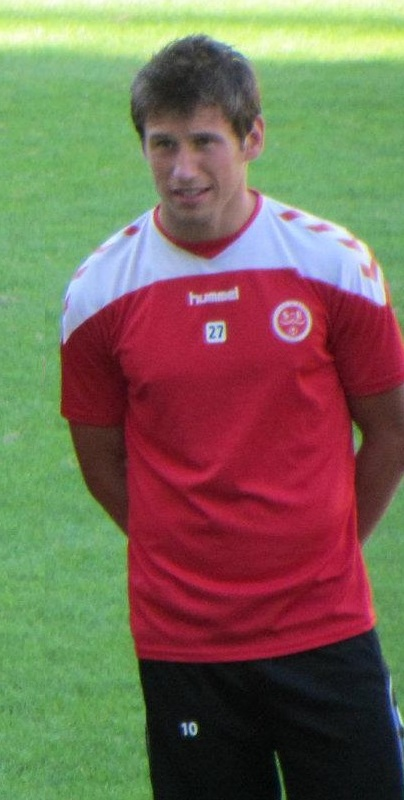
Krychowiak ai tempi dello nel 2012.

Il 12 giugno successivo, fa ritorno allo Stade de Reims, dove viene annunciato l'ingaggio del centrocampista difensivo polacco, firmando un accordo triennale con il club francese, neo-promosso in Ligue 1. In quattro stagioni giocate con i Rossobianchi, colleziona globalmente coppe nazionali incluse, 132 presenze segnando 12 reti.

#### Siviglia
Il 21 luglio 2014 viene acquistato dal Siviglia, per una cifra attorno ai 5 milioni firmando un contratto quadriennale. Il 27 maggio 2015 vince con il club spagnolo l'Europa League, realizzando anche una rete in finale a Varsavia contro il Dnipro. Il 6 novembre 2015 rinnova il suo contratto con gli andalusi sino al giugno 2019 con clausola rescissoria da 45 milioni di euro. Il 18 maggio 2016 bissa il successo dell'anno precedente, conquistando nuovamente l'Europa League con la società andalusa.
In due stagioni con la maglia dei Rojiblancos totalizza globalmente 90 presenze, segnando 5 reti.

#### Paris Saint-Germain
Il 3 luglio 2016 passa al Paris Saint-Germain per 26 milioni di euro, firmando un contratto quadriennale con i campioni di Francia e ritrovando il suo allenatore al Siviglia Unai Emery. Il 9 settembre successivo fa il suo esordio in campionato con la maglia dei parigini, nella partita giocata in casa e pareggiata 1-1 contro il Saint-Étienne. Con il PSG raccoglie solamente 19 presenze senza mai segnare, tra tutte le competizioni.

#### West Bromwich Albion
Il 30 agosto 2017 passa in prestito agli inglesi del West Bromwich. Fa il suo esordio in Premier League, nella sconfitta per 3-1 in trasferta contro il Brighton. Dopo una stagione (culminata con la retrocessione del club) con 27 presenze e nessuna rete segnata, non viene riscattato dai baggies.

#### Lokomotiv Mosca
Il 24 luglio 2018, passa in prestito ai russi della Lokomotiv Mosca, con obbligo di riscatto fissato a 12,5 milioni di euro. Il 19 agosto successivo, sigla la sua prima rete decisiva a fini del risultato con la maglia della Lokomotiv, nella partita vinta per 1-0 fuori casa contro il Kryl'ja Sovetov Samara.
Il 3 luglio 2019 viene riscattato dal club russo siglando un nuovo contratto triennale con la società russa, fino al giugno 2022. Il 22 novembre successivo, sigla una doppietta decisiva (la prima in carriera) nella vittoria in trasferta per 3-2 della Lokomotiv contro il Tambov.
Nella stagione 2019/2020 disputa con la squadra russa 33 presenze segnando ben 10 reti tra tutte le competizioni.

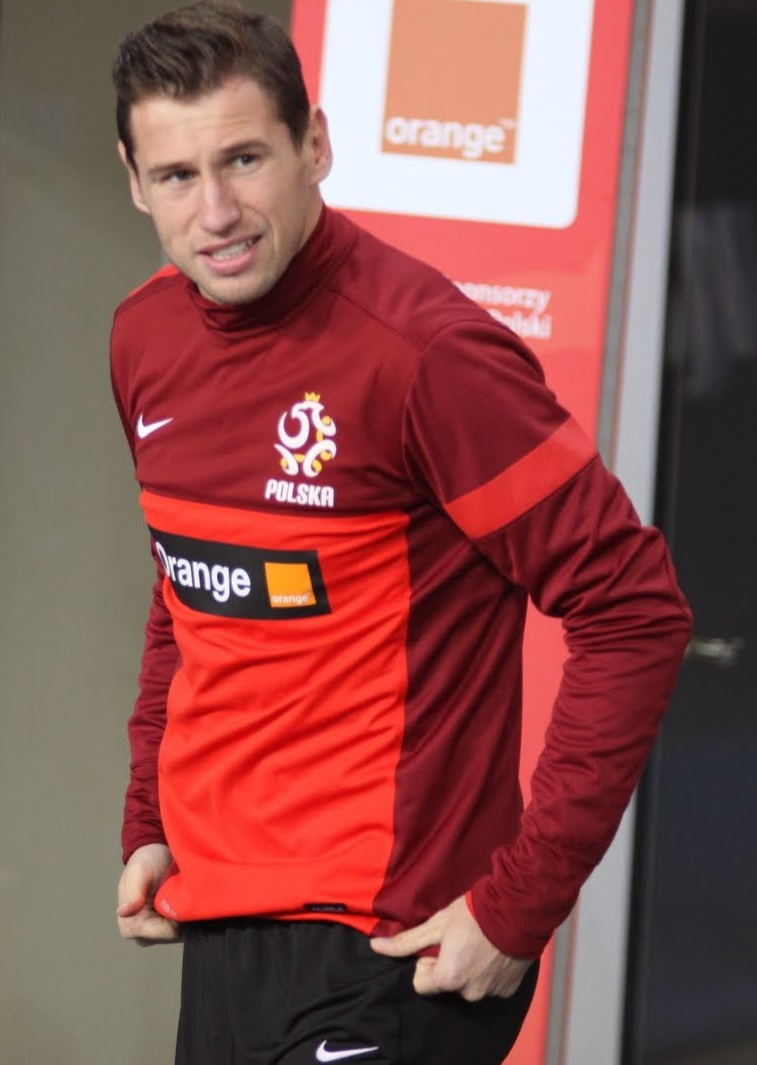
Krychowiak in allenamento con la nazionale polacca nel novembre 2013.

Lascia dopo tre stagioni il club moscovita collezionando 80 presenze e 20 reti in campionato, mentre complessivamente in tutte le competizioni ha disputato con la Lokomotiv 109 presenze segnando 23 reti.

#### Krasnodar
Il 2 agosto 2021, si trasferisce al Krasnodar, con cui sottoscrive un accordo per tre stagioni.

#### Prestiti ad AEK Atene ed Al Shabab
Dopo avere sospeso il proprio contratto con il club causa del conflitto tra Russia e Ucraina il 15 marzo 2022, il giorno stesso viene ceduto in prestito fino al giugno seguente ai greci dell'AEK Atene.
Tornato al club russo, l'8 luglio 2022 viene nuovamente ceduto in prestito, questa volta all'Al-Shabab, fino al termine della stagione.

#### Abha e Anorthosis
Il 30 luglio 2023 si trasferisce a titolo definitivo all'Abha.
Il 30 settembre 2024, dopo esser rimasto svincolato, annuncia il trasferimento nell'Anorthōsis, squadra della massima serie cipriota.

### Nazionale

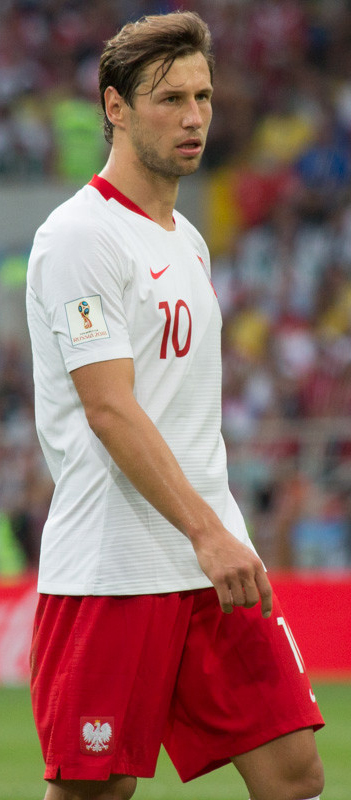
Krychowiak con la Polonia ai Mondiali 2018.

Ha rappresentato le selezioni Under-20 e Under-21 della Polonia. Con la prima ha disputato il Mondiale di categoria nel 2007, in cui ha realizzato un goal nel successo per 1-0 contro il Brasile.
Fa il suo debutto ufficiale, il 14 dicembre 2008 contro la Serbia in un match amichevole. Da fine 2012 diviene un membro fisso della Nazionale. Il 14 novembre 2014 va a segno per la prima volta in nazionale in un match valido per le qualificazioni al campionato europeo di calcio 2016 contro la Georgia, segnando il secondo goal nella partita vinta in trasferta per 4-0 dai polacchi. Si ripete successivamente l'11 ottobre 2015 contro l'Irlanda segnando la momentanea rete del 1-0 partita poi vinta (2-1) dai polacchi; tale risultato garantirà alla Polonia la qualificazione alla fase finale del Campionato europeo.
Viene convocato per gli Europei 2016 in Francia e per i Mondiali 2018 in Russia. In quest'ultima competizione va a segno nella sconfitta per 2-1 contro il Senegal.
Viene convocato anche per gli Europei nel 2021, competizione in cui è il primo calciatore a venire espulso in occasione della sfida persa dai suoi per 2-1 contro la Slovacchia.
Convocato per i Mondiali 2022, disputa tutte e 4 le gare della sua squadra che è stata eliminata agli ottavi dalla Francia.
Il 10 settembre 2023 raggiunge quota 100 presenze con la selezione polacca in occasione della sfida persa 2-0 contro l'Albania. Tuttavia il 26 settembre successivo, annuncia ufficialmente il proprio ritiro dalla nazionale polacca.

## Statistiche

### Presenze e reti nei club
Statistiche aggiornate al 5 maggio 2025.
| Stagione               | Squadra                | Campionato             | Campionato | Campionato | Coppe nazionali | Coppe nazionali | Coppe nazionali | Coppe continentali | Coppe continentali | Coppe continentali | Altre coppe | Altre coppe | Altre coppe | Totale | Totale |
| Stagione               | Squadra                | Comp                   | Pres       | Reti       | Comp            | Pres            | Reti            | Comp               | Pres               | Reti               | Comp        | Pres        | Reti        | Pres   | Reti   |
| ---------------------- | ---------------------- | ---------------------- | ---------- | ---------- | --------------- | --------------- | --------------- | ------------------ | ------------------ | ------------------ | ----------- | ----------- | ----------- | ------ | ------ |
| 2009-2010              | Stade Reims            | CN                     | 19         | 2          | CF+CdL          | 0               | 0               | -                  | -                  | -                  | -           | -           | -           | 19     | 2      |
| 2010-2011              | Stade Reims            | L2                     | 35         | 2          | CF+CdL          | 4+2             | 0               | -                  | -                  | -                  | -           | -           | -           | 41     | 2      |
| 2011-gen. 2012         | Bordeaux               | L1                     | 2          | 0          | CF+CdL          | 0               | 0               | -                  | -                  | -                  | -           | -           | -           | 2      | 0      |
| gen.-giu. 2012         | Nantes                 | L2                     | 21         | 0          | CF+CdL          | 1+0             | 0               | -                  | -                  | -                  | -           | -           | -           | 22     | 0      |
| 2012-2013              | Stade Reims            | L1                     | 35         | 4          | CF+CdL          | 0+1             | 0               | -                  | -                  | -                  | -           | -           | -           | 36     | 4      |
| 2013-2014              | Stade Reims            | L1                     | 35         | 4          | CF+CdL          | 0+1             | 0               | -                  | -                  | -                  | -           | -           | -           | 36     | 4      |
| Totale Stade de Reims  | Totale Stade de Reims  | Totale Stade de Reims  | 124        | 12         |                 | 8               | 0               |                    | -                  | -                  |             | -           | -           | 132    | 12     |
| 2014-2015              | Siviglia               | PD                     | 32         | 2          | CR              | 2               | 0               | UEL                | 13                 | 2                  | SU          | 1           | 0           | 48     | 4      |
| 2015-2016              | Siviglia               | PD                     | 26         | 0          | CR              | 3               | 1               | UCL+UEL            | 6+6                | 0                  | SU          | 1           | 0           | 42     | 1      |
| Totale Siviglia        | Totale Siviglia        | Totale Siviglia        | 58         | 2          |                 | 5               | 1               |                    | 25                 | 2                  |             | 2           | 0           | 90     | 5      |
| 2016-2017              | Paris Saint-Germain    | L1                     | 11         | 0          | CF+CdL          | 1+1             | 0               | UCL                | 6                  | 0                  | SF          | 0           | 0           | 19     | 0      |
| 2017-2018              | West Bromwich          | PL                     | 27         | 0          | FACup+CdL       | 3+1             | 0               | -                  | -                  | -                  | -           | -           | -           | 31     | 0      |
| 2018-2019              | Lokomotiv Mosca        | PL                     | 27         | 2          | KR              | 6               | 0               | UCL                | 6                  | 0                  | SR          | 0           | 0           | 39     | 2      |
| 2019-2020              | Lokomotiv Mosca        | PL                     | 26         | 9          | KR              | 0               | 0               | UCL                | 6                  | 1                  | SR          | 1           | 0           | 33     | 10     |
| 2020-2021              | Lokomotiv Mosca        | PL                     | 26         | 9          | KR              | 4               | 2               | UCL                | 4                  | 0                  | SR          | 1           | 0           | 35     | 11     |
| ago. 2021              | Lokomotiv Mosca        | PL                     | 1          | 0          | KR              | 0               | 0               | UEL                | 0                  | 0                  | SR          | 1           | 0           | 2      | 0      |
| Totale Lokomotiv Mosca | Totale Lokomotiv Mosca | Totale Lokomotiv Mosca | 80         | 20         |                 | 10              | 2               |                    | 16                 | 1                  |             | 3           | 0           | 109    | 23     |
| 2021-mar. 2022         | Krasnodar              | PL                     | 14         | 4          | KR              | 1               | 1               | -                  | -                  | -                  | -           | -           | -           | 15     | 5      |
| mar.-giu. 2022         | AEK Atene              | SL                     | 0+9        | 0+2        | CG              | -               | -               | -                  | -                  | -                  | -           | -           | -           | 9      | 2      |
| 2022-2023              | Al-Shabab              | SPL                    | 30         | 3          | KC              | 1               | 0               | -                  | -                  | -                  | -           | -           | -           | 31     | 3      |
| 2023-2024              | Abha                   | SPL                    | 33         | 9          | KC              | 3               | 0               | -                  | -                  | -                  | -           | -           | -           | 36     | 9      |
| 2024-2025              | Anorthōsis             | A                      | 15+5       | 2          | CC              | 1               | 0               | -                  | -                  | -                  | -           | -           | -           | 21     | 2      |
| Totale carriera        | Totale carriera        | Totale carriera        | 429        | 54         |                 | 35              | 4               |                    | 47                 | 3                  |             | 5           | 0           | 516    | 61     |

### Cronologia presenze e reti in nazionale
| Cronologia completa delle presenze e delle reti in nazionale ― Polonia | Cronologia completa delle presenze e delle reti in nazionale ― Polonia | Cronologia completa delle presenze e delle reti in nazionale ― Polonia | Cronologia completa delle presenze e delle reti in nazionale ― Polonia | Cronologia completa delle presenze e delle reti in nazionale ― Polonia | Cronologia completa delle presenze e delle reti in nazionale ― Polonia | Cronologia completa delle presenze e delle reti in nazionale ― Polonia | Cronologia completa delle presenze e delle reti in nazionale ― Polonia |
| Data                                                                   | Città                                                                  | In casa                                                                | Risultato                                                              | Ospiti                                                                 | Competizione                                                           | Reti                                                                   | Note                                                                   |
| ---------------------------------------------------------------------- | ---------------------------------------------------------------------- | ---------------------------------------------------------------------- | ---------------------------------------------------------------------- | ---------------------------------------------------------------------- | ---------------------------------------------------------------------- | ---------------------------------------------------------------------- | ---------------------------------------------------------------------- |
| 14-12-2008                                                             | Adalia                                                                 | Polonia                                                                | 1 – 0                                                                  | Serbia                                                                 | Amichevole                                                             | -                                                                      | 56’                                                                    |
| 9-2-2011                                                               | Faro                                                                   | Polonia                                                                | 1 – 0                                                                  | Norvegia                                                               | Amichevole                                                             | -                                                                      | 89’                                                                    |
| 11-9-2012                                                              | Breslavia                                                              | Polonia                                                                | 2 – 0                                                                  | Moldavia                                                               | Qual. Mondiali 2014                                                    | -                                                                      | 75’                                                                    |
| 12-10-2012                                                             | Varsavia                                                               | Polonia                                                                | 1 – 0                                                                  | Sudafrica                                                              | Amichevole                                                             | -                                                                      | 65’                                                                    |
| 17-10-2012                                                             | Varsavia                                                               | Polonia                                                                | 1 – 1                                                                  | Inghilterra                                                            | Qual. Mondiali 2014                                                    | -                                                                      |                                                                        |
| 14-11-2012                                                             | Danzica                                                                | Polonia                                                                | 1 – 3                                                                  | Uruguay                                                                | Amichevole                                                             | -                                                                      | 83’                                                                    |
| 6-2-2013                                                               | Dublino                                                                | Irlanda                                                                | 2 – 0                                                                  | Polonia                                                                | Amichevole                                                             | -                                                                      |                                                                        |
| 22-3-2013                                                              | Varsavia                                                               | Polonia                                                                | 1 – 3                                                                  | Ucraina                                                                | Qual. Mondiali 2014                                                    | -                                                                      |                                                                        |
| 26-3-2013                                                              | Varsavia                                                               | Polonia                                                                | 5 – 0                                                                  | San Marino                                                             | Qual. Mondiali 2014                                                    | -                                                                      | 47’                                                                    |
| 7-6-2013                                                               | Chișinău                                                               | Moldavia                                                               | 1 – 1                                                                  | Polonia                                                                | Qual. Mondiali 2014                                                    | -                                                                      |                                                                        |
| 14-8-2013                                                              | Danzica                                                                | Polonia                                                                | 3 – 2                                                                  | Danimarca                                                              | Amichevole                                                             | -                                                                      |                                                                        |
| 6-9-2013                                                               | Varsavia                                                               | Polonia                                                                | 1 – 1                                                                  | Montenegro                                                             | Qual. Mondiali 2014                                                    | -                                                                      |                                                                        |
| 10-9-2013                                                              | Serravalle                                                             | San Marino                                                             | 1 – 5                                                                  | Polonia                                                                | Qual. Mondiali 2014                                                    | -                                                                      | 79’                                                                    |
| 11-10-2013                                                             | Charkiv                                                                | Ucraina                                                                | 1 – 0                                                                  | Polonia                                                                | Qual. Mondiali 2014                                                    | -                                                                      |                                                                        |
| 15-10-2013                                                             | Londra                                                                 | Inghilterra                                                            | 2 – 0                                                                  | Polonia                                                                | Qual. Mondiali 2014                                                    | -                                                                      |                                                                        |
| 15-11-2013                                                             | Varsavia                                                               | Polonia                                                                | 0 – 2                                                                  | Slovacchia                                                             | Amichevole                                                             | -                                                                      | 87’                                                                    |
| 5-3-2014                                                               | Varsavia                                                               | Polonia                                                                | 0 – 1                                                                  | Scozia                                                                 | Amichevole                                                             | -                                                                      | 88’                                                                    |
| 13-5-2014                                                              | Amburgo                                                                | Germania                                                               | 0 – 0                                                                  | Polonia                                                                | Amichevole                                                             | -                                                                      |                                                                        |
| 6-6-2014                                                               | Danzica                                                                | Polonia                                                                | 2 – 1                                                                  | Lituania                                                               | Amichevole                                                             | -                                                                      | 71’                                                                    |
| 7-9-2014                                                               | Faro                                                                   | Gibilterra                                                             | 0 – 7                                                                  | Polonia                                                                | Qual. Euro 2016                                                        | -                                                                      |                                                                        |
| 11-10-2014                                                             | Varsavia                                                               | Polonia                                                                | 2 – 0                                                                  | Germania                                                               | Qual. Euro 2016                                                        | -                                                                      |                                                                        |
| 14-10-2014                                                             | Varsavia                                                               | Polonia                                                                | 2 – 2                                                                  | Scozia                                                                 | Qual. Euro 2016                                                        | -                                                                      | 60’                                                                    |
| 14-11-2014                                                             | Tbilisi                                                                | Georgia                                                                | 0 – 4                                                                  | Polonia                                                                | Qual. Euro 2016                                                        | 1                                                                      |                                                                        |
| 18-11-2014                                                             | Breslavia                                                              | Polonia                                                                | 2 – 2                                                                  | Svizzera                                                               | Amichevole                                                             | -                                                                      | 67’                                                                    |
| 29-3-2015                                                              | Dublino                                                                | Irlanda                                                                | 1 – 1                                                                  | Polonia                                                                | Qual. Euro 2016                                                        | -                                                                      |                                                                        |
| 13-6-2015                                                              | Varsavia                                                               | Polonia                                                                | 4 – 0                                                                  | Georgia                                                                | Qual. Euro 2016                                                        | -                                                                      |                                                                        |
| 4-9-2015                                                               | Francoforte sul Meno                                                   | Germania                                                               | 3 – 1                                                                  | Polonia                                                                | Qual. Euro 2016                                                        | -                                                                      |                                                                        |
| 7-9-2015                                                               | Varsavia                                                               | Polonia                                                                | 8 – 1                                                                  | Gibilterra                                                             | Qual. Euro 2016                                                        | -                                                                      |                                                                        |
| 8-10-2015                                                              | Glasgow                                                                | Scozia                                                                 | 2 – 2                                                                  | Polonia                                                                | Qual. Euro 2016                                                        | -                                                                      | 83’                                                                    |
| 11-10-2015                                                             | Varsavia                                                               | Polonia                                                                | 2 – 1                                                                  | Irlanda                                                                | Qual. Euro 2016                                                        | 1                                                                      |                                                                        |
| 13-11-2015                                                             | Varsavia                                                               | Polonia                                                                | 4 – 2                                                                  | Islanda                                                                | Amichevole                                                             | -                                                                      |                                                                        |
| 23-3-2016                                                              | Poznań                                                                 | Polonia                                                                | 1 – 0                                                                  | Serbia                                                                 | Amichevole                                                             | -                                                                      | 76’                                                                    |
| 26-3-2016                                                              | Breslavia                                                              | Polonia                                                                | 5 – 0                                                                  | Finlandia                                                              | Amichevole                                                             | -                                                                      | 46’                                                                    |
| 6-6-2016                                                               | Cracovia                                                               | Polonia                                                                | 0 – 0                                                                  | Lituania                                                               | Amichevole                                                             | -                                                                      | 79’ 85’                                                                |
| 12-6-2016                                                              | Nizza                                                                  | Polonia                                                                | 1 – 0                                                                  | Irlanda del Nord                                                       | Euro 2016 - 1º turno                                                   | -                                                                      |                                                                        |
| 16-6-2016                                                              | Saint-Denis                                                            | Germania                                                               | 0 – 0                                                                  | Polonia                                                                | Euro 2016 - 1º turno                                                   | -                                                                      |                                                                        |
| 21-6-2016                                                              | Marsiglia                                                              | Ucraina                                                                | 0 – 1                                                                  | Polonia                                                                | Euro 2016 - 1º turno                                                   | -                                                                      |                                                                        |
| 25-6-2016                                                              | Saint-Étienne                                                          | Svizzera                                                               | 1 – 1 dts (4 – 5 dtr)                                                  | Polonia                                                                | Euro 2016 - Ottavi di finale                                           | -                                                                      |                                                                        |
| 30-6-2016                                                              | Marsiglia                                                              | Polonia                                                                | 1 – 1 dts (3 – 5 dtr)                                                  | Portogallo                                                             | Euro 2016 - Quarti di finale                                           | -                                                                      |                                                                        |
| 4-9-2016                                                               | Astana                                                                 | Kazakistan                                                             | 2 – 2                                                                  | Polonia                                                                | Qual. Mondiali 2018                                                    | -                                                                      |                                                                        |
| 8-10-2016                                                              | Varsavia                                                               | Polonia                                                                | 3 – 2                                                                  | Danimarca                                                              | Qual. Mondiali 2018                                                    | -                                                                      |                                                                        |
| 11-10-2016                                                             | Varsavia                                                               | Polonia                                                                | 2 – 1                                                                  | Armenia                                                                | Qual. Mondiali 2018                                                    | -                                                                      |                                                                        |
| 11-11-2016                                                             | Bucarest                                                               | Romania                                                                | 0 – 3                                                                  | Polonia                                                                | Qual. Mondiali 2018                                                    | -                                                                      |                                                                        |
| 14-11-2016                                                             | Breslavia                                                              | Polonia                                                                | 1 – 1                                                                  | Slovenia                                                               | Amichevole                                                             | -                                                                      | cap. 46’                                                               |
| 10-6-2017                                                              | Varsavia                                                               | Polonia                                                                | 3 – 1                                                                  | Romania                                                                | Qual. Mondiali 2018                                                    | -                                                                      | 44’                                                                    |
| 5-10-2017                                                              | Erevan                                                                 | Armenia                                                                | 1 – 6                                                                  | Polonia                                                                | Qual. Mondiali 2018                                                    | -                                                                      |                                                                        |
| 8-10-2017                                                              | Varsavia                                                               | Polonia                                                                | 4 – 2                                                                  | Montenegro                                                             | Qual. Mondiali 2018                                                    | -                                                                      |                                                                        |
| 10-11-2017                                                             | Varsavia                                                               | Polonia                                                                | 0 – 0                                                                  | Uruguay                                                                | Amichevole                                                             | -                                                                      |                                                                        |
| 23-3-2018                                                              | Breslavia                                                              | Polonia                                                                | 0 – 1                                                                  | Nigeria                                                                | Amichevole                                                             | -                                                                      |                                                                        |
| 8-6-2018                                                               | Poznań                                                                 | Polonia                                                                | 2 – 2                                                                  | Cile                                                                   | Amichevole                                                             | -                                                                      |                                                                        |
| 12-6-2018                                                              | Varsavia                                                               | Polonia                                                                | 4 – 0                                                                  | Lituania                                                               | Amichevole                                                             | -                                                                      | 77’                                                                    |
| 19-6-2018                                                              | Mosca                                                                  | Polonia                                                                | 1 – 2                                                                  | Senegal                                                                | Mondiali 2018 - 1º turno                                               | 1                                                                      | 12’                                                                    |
| 24-6-2018                                                              | Kazan'                                                                 | Polonia                                                                | 0 – 3                                                                  | Colombia                                                               | Mondiali 2018 - 1º turno                                               | -                                                                      |                                                                        |
| 28-6-2018                                                              | Volgograd                                                              | Giappone                                                               | 0 – 1                                                                  | Polonia                                                                | Mondiali 2018 - 1º turno                                               | -                                                                      |                                                                        |
| 7-9-2018                                                               | Bologna                                                                | Italia                                                                 | 1 – 1                                                                  | Polonia                                                                | UEFA Nations League 2018-2019 - 1º turno                               | -                                                                      |                                                                        |
| 11-9-2018                                                              | Breslavia                                                              | Polonia                                                                | 1 – 1                                                                  | Irlanda                                                                | Amichevole                                                             | -                                                                      | 73’                                                                    |
| 11-10-2018                                                             | Chorzów                                                                | Polonia                                                                | 2 – 3                                                                  | Portogallo                                                             | UEFA Nations League 2018-2019 - 1º turno                               | -                                                                      | 62’                                                                    |
| 15-11-2018                                                             | Danzica                                                                | Polonia                                                                | 0 – 1                                                                  | Rep. Ceca                                                              | Amichevole                                                             | -                                                                      |                                                                        |
| 20-11-2018                                                             | Guimarães                                                              | Portogallo                                                             | 1 – 1                                                                  | Polonia                                                                | UEFA Nations League 2018-2019 - 1º turno                               | -                                                                      |                                                                        |
| 21-3-2019                                                              | Vienna                                                                 | Austria                                                                | 0 – 1                                                                  | Polonia                                                                | Qual. Euro 2020                                                        | -                                                                      |                                                                        |
| 24-3-2019                                                              | Varsavia                                                               | Polonia                                                                | 2 – 0                                                                  | Lettonia                                                               | Qual. Euro 2020                                                        | -                                                                      |                                                                        |
| 7-6-2019                                                               | Skopje                                                                 | Macedonia del Nord                                                     | 0 – 1                                                                  | Polonia                                                                | Qual. Euro 2020                                                        | -                                                                      |                                                                        |
| 10-6-2019                                                              | Varsavia                                                               | Polonia                                                                | 4 – 0                                                                  | Israele                                                                | Qual. Euro 2020                                                        | -                                                                      | 26’                                                                    |
| 6-9-2019                                                               | Lubiana                                                                | Slovenia                                                               | 2 – 0                                                                  | Polonia                                                                | Qual. Euro 2020                                                        | -                                                                      | 80’                                                                    |
| 9-9-2019                                                               | Varsavia                                                               | Polonia                                                                | 0 – 0                                                                  | Austria                                                                | Qual. Euro 2020                                                        | -                                                                      |                                                                        |
| 10-10-2019                                                             | Riga                                                                   | Lettonia                                                               | 0 – 3                                                                  | Polonia                                                                | Qual. Euro 2020                                                        | -                                                                      |                                                                        |
| 13-10-2019                                                             | Varsavia                                                               | Polonia                                                                | 2 – 0                                                                  | Macedonia del Nord                                                     | Qual. Euro 2020                                                        | -                                                                      |                                                                        |
| 16-11-2019                                                             | Gerusalemme                                                            | Israele                                                                | 1 – 2                                                                  | Polonia                                                                | Qual. Euro 2020                                                        | 1                                                                      | 84’                                                                    |
| 19-11-2019                                                             | Varsavia                                                               | Polonia                                                                | 3 – 2                                                                  | Slovenia                                                               | Qual. Euro 2020                                                        | -                                                                      | 70’                                                                    |
| 4-9-2020                                                               | Amsterdam                                                              | Paesi Bassi                                                            | 1 – 0                                                                  | Polonia                                                                | UEFA Nations League 2020-2021 - 1º turno                               | -                                                                      |                                                                        |
| 7-9-2020                                                               | Zenica                                                                 | Bosnia ed Erzegovina                                                   | 1 – 2                                                                  | Polonia                                                                | UEFA Nations League 2020-2021 - 1º turno                               | -                                                                      | 68’                                                                    |
| 7-10-2020                                                              | Danzica                                                                | Polonia                                                                | 5 – 1                                                                  | Finlandia                                                              | Amichevole                                                             | -                                                                      | 61’                                                                    |
| 11-10-2020                                                             | Danzica                                                                | Polonia                                                                | 0 – 0                                                                  | Italia                                                                 | UEFA Nations League 2020-2021 - 1º turno                               | -                                                                      |                                                                        |
| 15-11-2020                                                             | Reggio Emilia                                                          | Italia                                                                 | 2 – 0                                                                  | Polonia                                                                | UEFA Nations League 2020-2021 - 1º turno                               | -                                                                      | 27’                                                                    |
| 18-11-2020                                                             | Chorzów                                                                | Polonia                                                                | 1 – 2                                                                  | Paesi Bassi                                                            | UEFA Nations League 2020-2021 - 1º turno                               | -                                                                      | 14’ 70’                                                                |
| 25-3-2021                                                              | Budapest                                                               | Ungheria                                                               | 3 – 3                                                                  | Polonia                                                                | Qual. Mondiali 2022                                                    | -                                                                      |                                                                        |
| 28-3-2021                                                              | Varsavia                                                               | Polonia                                                                | 3 – 0                                                                  | Andorra                                                                | Qual. Mondiali 2022                                                    | -                                                                      |                                                                        |
| 31-3-2021                                                              | Londra                                                                 | Inghilterra                                                            | 2 – 1                                                                  | Polonia                                                                | Qual. Mondiali 2022                                                    | -                                                                      |                                                                        |
| 1-6-2021                                                               | Breslavia                                                              | Polonia                                                                | 1 – 1                                                                  | Russia                                                                 | Amichevole                                                             | -                                                                      | cap.                                                                   |
| 8-6-2021                                                               | Poznań                                                                 | Polonia                                                                | 2 – 2                                                                  | Islanda                                                                | Amichevole                                                             | -                                                                      | 46’ 64’                                                                |
| 14-6-2021                                                              | San Pietroburgo                                                        | Polonia                                                                | 1 – 2                                                                  | Slovacchia                                                             | Euro 2020 - 1º turno                                                   | -                                                                      | 21’, 62’                                                               |
| 23-6-2021                                                              | San Pietroburgo                                                        | Svezia                                                                 | 3 – 2                                                                  | Polonia                                                                | Euro 2020 - 1º turno                                                   | -                                                                      | 74’ 78’                                                                |
| 2-9-2021                                                               | Varsavia                                                               | Polonia                                                                | 4 – 1                                                                  | Albania                                                                | Qual. Mondiali 2022                                                    | 1                                                                      |                                                                        |
| 8-9-2021                                                               | Varsavia                                                               | Polonia                                                                | 1 – 1                                                                  | Inghilterra                                                            | Qual. Mondiali 2022                                                    | -                                                                      | 60’ 68’                                                                |
| 12-10-2021                                                             | Tirana                                                                 | Albania                                                                | 0 – 1                                                                  | Polonia                                                                | Qual. Mondiali 2022                                                    | -                                                                      |                                                                        |
| 12-11-2021                                                             | Andorra la Vella                                                       | Andorra                                                                | 1 – 4                                                                  | Polonia                                                                | Qual. Mondiali 2022                                                    | -                                                                      | 61’ 63’                                                                |
| 24-3-2022                                                              | Glasgow                                                                | Scozia                                                                 | 1 – 1                                                                  | Polonia                                                                | Amichevole                                                             | -                                                                      | 61’                                                                    |
| 29-3-2022                                                              | Chorzów                                                                | Polonia                                                                | 2 – 0                                                                  | Svezia                                                                 | Qual. Mondiali 2022                                                    | -                                                                      | 46’                                                                    |
| 1-6-2022                                                               | Breslavia                                                              | Polonia                                                                | 2 – 1                                                                  | Galles                                                                 | UEFA Nations League 2022-2023 - 1º turno                               | -                                                                      | 81’                                                                    |
| 8-6-2022                                                               | Bruxelles                                                              | Belgio                                                                 | 6 – 1                                                                  | Polonia                                                                | UEFA Nations League 2022-2023 - 1º turno                               | -                                                                      | 14’ 46’                                                                |
| 11-6-2022                                                              | Rotterdam                                                              | Paesi Bassi                                                            | 2 – 2                                                                  | Polonia                                                                | UEFA Nations League 2022-2023 - 1º turno                               | -                                                                      | cap. 16’                                                               |
| 22-9-2022                                                              | Varsavia                                                               | Polonia                                                                | 0 – 2                                                                  | Paesi Bassi                                                            | UEFA Nations League 2022-2023 - 1º turno                               | -                                                                      |                                                                        |
| 25-9-2022                                                              | Cardiff                                                                | Galles                                                                 | 0 – 1                                                                  | Polonia                                                                | UEFA Nations League 2022-2023 - 1º turno                               | -                                                                      | 35’                                                                    |
| 16-11-2022                                                             | Varsavia                                                               | Polonia                                                                | 1 – 0                                                                  | Cile                                                                   | Amichevole                                                             | -                                                                      | 67’                                                                    |
| 22-11-2022                                                             | Doha                                                                   | Messico                                                                | 0 – 0                                                                  | Polonia                                                                | Mondiali 2022 - 1º turno                                               | -                                                                      |                                                                        |
| 26-11-2022                                                             | Al Rayyan                                                              | Polonia                                                                | 2 – 0                                                                  | Arabia Saudita                                                         | Mondiali 2022 - 1º turno                                               | -                                                                      |                                                                        |
| 30-11-2022                                                             | Doha                                                                   | Polonia                                                                | 0 – 2                                                                  | Argentina                                                              | Mondiali 2022 - 1º turno                                               | -                                                                      | 78’ 84’                                                                |
| 4-12-2022                                                              | Doha                                                                   | Francia                                                                | 3 – 1                                                                  | Polonia                                                                | Mondiali 2022 - Ottavi di finale                                       | -                                                                      | 71’                                                                    |
| 7-9-2023                                                               | Varsavia                                                               | Polonia                                                                | 2 – 0                                                                  | Fær Øer                                                                | Qual. Euro 2024                                                        | -                                                                      | 22’ 80’                                                                |
| 10-9-2023                                                              | Tirana                                                                 | Albania                                                                | 2 – 0                                                                  | Polonia                                                                | Qual. Euro 2024                                                        | -                                                                      | 60’ 71’                                                                |
| Totale                                                                 |                                                                        | Presenze (5º posto)                                                    | 100                                                                    |                                                                        | Reti                                                                   | 5                                                                      |                                                                        |

| Cronologia completa delle presenze e delle reti in nazionale ― Polonia under 21 | Cronologia completa delle presenze e delle reti in nazionale ― Polonia under 21 | Cronologia completa delle presenze e delle reti in nazionale ― Polonia under 21 | Cronologia completa delle presenze e delle reti in nazionale ― Polonia under 21 | Cronologia completa delle presenze e delle reti in nazionale ― Polonia under 21 | Cronologia completa delle presenze e delle reti in nazionale ― Polonia under 21 | Cronologia completa delle presenze e delle reti in nazionale ― Polonia under 21 | Cronologia completa delle presenze e delle reti in nazionale ― Polonia under 21 |
| Data                                                                            | Città                                                                           | In casa                                                                         | Risultato                                                                       | Ospiti                                                                          | Competizione                                                                    | Reti                                                                            | Note                                                                            |
| ------------------------------------------------------------------------------- | ------------------------------------------------------------------------------- | ------------------------------------------------------------------------------- | ------------------------------------------------------------------------------- | ------------------------------------------------------------------------------- | ------------------------------------------------------------------------------- | ------------------------------------------------------------------------------- | ------------------------------------------------------------------------------- |
| 5-6-2009                                                                        | Malmö                                                                           | Svezia under 21                                                                 | 2 – 1                                                                           | Polonia under 21                                                                | Amichevole                                                                      | -                                                                               |                                                                                 |
| 9-6-2009                                                                        | Pruszków                                                                        | Polonia under 21                                                                | 2 – 0                                                                           | Liechtenstein under 21                                                          | Qual. Europeo Under-21 2011                                                     | -                                                                               | 78’                                                                             |
| 4-9-2009                                                                        | Oviedo                                                                          | Spagna under 21                                                                 | 2 – 0                                                                           | Polonia under 21                                                                | Qual. Europeo Under-21 2011                                                     | -                                                                               | 23’, 66’                                                                        |
| 13-10-2009                                                                      | Kielce                                                                          | Polonia under 21                                                                | 0 – 4                                                                           | Paesi Bassi under 21                                                            | Qual. Europeo Under-21 2011                                                     | -                                                                               | 11’                                                                             |
| 2-9-2011                                                                        | Coriza                                                                          | Albania under 21                                                                | 0 – 3                                                                           | Polonia under 21                                                                | Qual. Europeo Under-21 2013                                                     | -                                                                               |                                                                                 |
| 6-9-2011                                                                        | Kielce                                                                          | Polonia under 21                                                                | 0 – 2                                                                           | Russia under 21                                                                 | Qual. Europeo Under-21 2013                                                     | -                                                                               | Cap.                                                                            |
| 6-10-2011                                                                       | Rio Maior                                                                       | Portogallo under 21                                                             | 1 – 1                                                                           | Polonia under 21                                                                | Qual. Europeo Under-21 2013                                                     | -                                                                               |                                                                                 |
| 11-10-2011                                                                      | Grudziądz                                                                       | Polonia under 21                                                                | 4 – 3                                                                           | Albania under 21                                                                | Qual. Europeo Under-21 2013                                                     | 1                                                                               |                                                                                 |
| 14-11-2011                                                                      | Wronki                                                                          | Polonia under 21                                                                | 0 – 1                                                                           | Moldavia under 21                                                               | Qual. Europeo Under-21 2013                                                     | -                                                                               | 50’                                                                             |
| 1-6-2012                                                                        | Tiraspol                                                                        | Moldavia under 21                                                               | 2 – 4                                                                           | Polonia under 21                                                                | Qual. Europeo Under-21 2013                                                     | 2                                                                               |                                                                                 |
| 15-8-2012                                                                       | Kozani                                                                          | Grecia under 21                                                                 | 2 – 0                                                                           | Polonia under 21                                                                | Amichevole                                                                      | -                                                                               |                                                                                 |
| Totale                                                                          |                                                                                 | Presenze                                                                        | 11                                                                              |                                                                                 | Reti                                                                            | 3                                                                               |                                                                                 |

## Palmarès

### Club

#### Competizioni nazionali
- Campionato francese: 1

Bordeaux: 2008-2009
- Supercoppa francese: 1

Paris Saint-Germain: 2016
- Coppa di Francia: 1

Paris Saint-Germain: 2016-2017
- Coppa di Lega francese: 1

Paris Saint-Germain: 2016-2017
- Coppa di Russia: 2

Lokomotiv Mosca: 2018-2019, 2020-2021
- Supercoppa di Russia: 1

Lokomotiv Mosca: 2019

#### Competizioni internazionali
- UEFA Europa League: 2

Siviglia: 2014-2015, 2015-2016

### Individuale
- Squadra della stagione della UEFA Europa League: 2

2014-2015, 2015-2016
- Squadra ideale della Liga: 1

2014-2015